# Гумьеры
Гумьеры (фр. goumiers marocains) — марокканские солдаты, использовавшиеся в основном во вспомогательных подразделениях французской армии в период с 1908 по 1956 год. Термин также используется для «туземных» солдат Французского Судана и Верхней Вольты.
Слово происходит от магрибского арабского «гум» («стоять»), позднее «гум» означал подразделение из 200 человек, 3—4 «гума» составляли «табор», три «табора» — «группа».
Первые гумьеры набирались Французской колониальной империей в Южном Алжире и использовались в качестве нерегулярных войск, представлявших собой структуру, отдельную от регулярной мусульманской конницы (спаги) и пехоты (тиральеров). Гумьеры использовались на ранних этапах французского вторжения в Марокко (1908). С 1908 года начался набор гумьеров в самом Марокко. Марокканские гумьеры подчинялись султану, но фактически входили в состав французской армии, и использовались как разведчики и поддержка регулярных французских войск. С 1911 года формируются постоянные подразделения гумьеров.
Гумьеры активно участвовали во Второй мировой войне: против итальянских войск в Ливии (1940), немецких в Тунисе (1942—1943), внесли свой вклад во вторжение в Италию (1943—1945), где оставили о себе недобрую память в связи с преступлениями в отношении мирного населения, этим событиям посвящён итальянский фильм «Чочара» (Тем не менее другие источники, в том числе французский маршал де Латр де Тассиньи, заявляют о том, что такие случаи были единичными явлениями,  которые использовались германской пропагандой с целью опорочить союзников и, в частности, французские войска, проявивших большую храбрость в тех событиях). Также гумьеры участвовали в освобождении Корсики, взятии Эльбы, освобождении Франции (1944), и во вторжении в юго-западную Германию в марте — мае 1945. Общие потери гумьеров во время войны составили 8018 человек, из них 1625 были убиты.
С получением Марокко независимости в 1956 году гумьеры были включены в состав Королевской армии Марокко.